# خیزش گتوی بیاویستوک
خیزش گتوی بیاویستوک خیزشی در گتوی یهودی بیاویستوک علیه نیروهای آلمان نازی در جریان جنگ جهانی دوم بود. این خیزش در شب ۱۶ اوت ۱۹۴۳ آغاز شد و دومین خیزش گتوی بزرگ ترتیب داده شده در لهستان تحت اشغال آلمان نازی پس از خیزش گتوی ورشو در آوریل-مه ۱۹۴۳ بود. رهبری این خیزش را سازمان نظامی ضدفاشیست بر عهده داشت.
این خیزش در پی اعلام برنامه آلمانی‌ها برای اخراج و تبعید ساکنان گتو آغاز شد. هدف اصلی آن نیز شکستن محاصره آلمانی‌ها و مهیا ساختن فرصت برای فرار تعداد زیادی از یهودیان زندانی به جنگل نیژین در نزدیکی گتو بود. گروهی متشکل از ۳۰۰ تا ۵۰۰ رزمنده با ۲۵ مسلسل و ۱۰۰ تفنگ دستی و نیز کوکتل مولوتف‌های دست‌ساز به نیروهای آلمانی حمله کردند ولی به دلیل تعداد بسیار بیشتر نیروهای آلمانی تلفات شدیدی متحمل شدند. رهبران این خیزش اقدام به خودکشی کردند. تعداد اندکی که توانستند به جنگل نیژین پناه ببرند نیز بعدها به گروه‌های مقاومت مسلحانه در اطراف منطقه بیاویستوک پیوستند.